# Papendorf (Warnow)
Papendorf é um município da Alemanha, situado no distrito de Rostock, no estado de Mecklemburgo-Pomerânia Ocidental. Tem 22,58 km² de área, e sua população em 2019 foi estimada em 2.540 habitantes.